# Tiny Beautiful Things
Tiny Beautiful Things : Advice on Love and Life from Dear Sugar est une collection d'essais de l'autrice américaine Cheryl Strayed, publiée en 2012. Il s'agit d'essais compilés à partir de la colonne de conseils "Dear Sugar", qu'elle rédige de manière anonyme, sur The Rumpus (en), un magazine littéraire en ligne,. Les chroniques se concentrent autant sur ses mémoires littéraires que sur des conseils et de l'entraide.
Le livre a été publié par le label Vintage Books, une division de Random House Publishing (en), le 10 juillet 2012, et a fait ses débuts au n°5 sur la New York Times Best Seller list, dans la catégorie conseils et entraide.
En juin 2022, la plateforme Hulu commande une adaptation en série télévisée du livre, Tiny Beautiful Things.